# 火神蝠屬
火神蝠（學名：Vulcanops），是已滅絕的蝙蝠，生存在中新世的紐西蘭奧塔哥大區，是一種大型穴居短尾蝠科，以節肢動物和植物為食。

## 詞源
屬名「Vulcanops」源自羅馬神話中的火神「兀兒肯」。

## 描述
根據牙齒大小推斷，火神蝠的體重可能略少於40克（1.4盎司）。牠的體重將是現代蝙蝠平均大小的三倍，是最大的短尾蝠科成員
。